# ژان باپتیست پیراتزی
ژان باپتیست پیراتزی (انگلیسی: Jean-Baptiste Pierazzi؛ زادهٔ ۱۷ ژوئن ۱۹۸۵) بازیکن فوتبال اهل فرانسه است.
از باشگاه‌هایی که در آن بازی کرده‌است می‌توان به باشگاه فوتبال آژاکسیو و باشگاه فوتبال سن‌خوزه ارث‌کوئیکز اشاره کرد.
وی همچنین در تیم ملی فوتبال Corsica بازی کرده‌است.